# Веренич, Марина Олеговна
Мари́на Оле́говна Вере́нич ( род. 28 сентября 1994, Дмитров, Московская область, Россия) — российская кёрлингистка.
На зимних юношеских Олимпийских играх 2012 в турнире смешанных пар вместе с американцем Кори Дропкином завоевала бронзовую медаль — первую «олимпийскую» медаль в истории российского кёрлинга.
С 2015 года после травмы в результате автомобильной аварии перешла на тренерскую работу.

## Достижения
- Чемпионат России по кёрлингу среди смешанных команд: бронза (2012, 2013).
- Зимние юношеские Олимпийские игры (смешанные пары): бронза (2012).

## Команды
| Сезон                                               | Четвёртый           | Третий                   | Второй              | Первый              | Запасной                                                                | Турниры                                  |
| --------------------------------------------------- | ------------------- | ------------------------ | ------------------- | ------------------- | ----------------------------------------------------------------------- | ---------------------------------------- |
| 2008—09                                             | Марина Калинина     | Анна Грецкая             | Анастасия Москалёва | Марина Веренич      | Ника Чередникова                                                        | ЧРЖ 2009 (15 место) (7 место гр. Б)      |
| 2009—10                                             | Анастасия Москалёва | Марина Веренич           | Елена Ушакова       | Дарья Морозова      | Анна Ягодкина                                                           | ЧРЖ 2010 (13 место) (5 место гр. Б)      |
| 2010—11                                             | Марина Калинина     | Анастасия Москалёва      | Марина Веренич      | Дарья Морозова      | Марина Вдовина                                                          | КРЖ 2010 (14 место)                      |
| 2010—11                                             | Марина Калинина     | Анастасия Москалёва      | Марина Веренич      | Дарья Морозова      | Елена Ушакова                                                           | ЧРЖ 2011 (12 место) (4 место гр. Б)      |
| 2011—12                                             | Анастасия Москалёва | Дарья Морозова           | Марина Веренич      | Марина Вдовина      | Марина Калинина                                                         | КРЖ 2011 (7 место)                       |
| 2013—14                                             | Анастасия Москалёва | Марина Веренич           | Дарья Морозова      | Ольга Котельникова  |                                                                         | КРЖ 2013 (4 место)                       |
| 2019—20                                             | Влада Румянцева     | Александра Кардапольцева | Ирина Рязанова      | Анастасия Мищенко   | Марина Веренич                                                          | КРЖ 2019 (10 место)                      |
| Кёрлинг среди смешанных команд (mixed curling)      |                     |                          |                     |                     |                                                                         |                                          |
| 2008—09                                             | Дмитрий Антипов     | Марина Калинина          | Алексей Куликов     | Марина Веренич      |                                                                         | ЧРСК 2009 (21 место)                     |
| 2009—10                                             | Владислав Чернобаев | Марина Калинина          | Михаил Васьков      | Анастасия Москалёва | Владислав Снопов, Марина Веренич тренеры: А. Д. Грецкая, Д. Н. Степанов | КРСК 2009 (15 место)                     |
| 2010—11                                             | Владислав Чернобаев | Марина Калинина          | Михаил Васьков      | Анастасия Москалёва | Александр Коршунов, Марина Веренич                                      | КРСК 2010 (5 место)                      |
| 2010—11                                             | Михаил Васьков      | Анастасия Москалёва      | Александр Коршунов  | Марина Веренич      | Алексей Куликов                                                         | ЧРСК 2011 (7 место)                      |
| 2011—12                                             | Михаил Васьков      | Анастасия Москалёва      | Александр Коршунов  | Марина Веренич      | тренер: Анна Грецкая (ЗЮОИ)                                             | ЗЮОИ 2012 (11 место) · ЧРСК 2012         |
| 2012—13                                             | Михаил Васьков      | Анастасия Москалёва      | Александр Коршунов  | Марина Веренич      |                                                                         | КРСК 2012 (9 место) · ЧРСК 2013          |
| 2013—14                                             | Михаил Васьков      | Анастасия Москалёва      | Александр Коршунов  | Марина Веренич      |                                                                         | ЧРСК 2014 (11 место)                     |
| 2014—15                                             | Михаил Васьков      | Анастасия Москалёва      | Александр Коршунов  | Марина Веренич      |                                                                         | КРСК 2014 (11 место)                     |
| Кёрлинг среди смешанных пар (mixed doubles curling) |                     |                          |                     |                     |                                                                         |                                          |
| 2012                                                | Кори Дропкин        | Марина Веренич           |                     |                     | тренер: Уолли Генри                                                     | ЗЮОИ 2012                                |
| 2012—13                                             | Василий Тележкин    | Марина Веренич           |                     |                     |                                                                         | ЧРСП 2013 (9 место)                      |
| 2013—14                                             | Павел Мишин         | Марина Веренич           |                     |                     |                                                                         | КРСП 2013 (5 место)                      |
| 2013—14                                             | Кирилл Савенков     | Марина Веренич           |                     |                     |                                                                         | ЧРСП 2014 (17 место)                     |
| 2014—15                                             | Кирилл Савенков     | Марина Веренич           |                     |                     |                                                                         | КРСП 2014 (9 место) ЧРСП 2015 (13 место) |
| 2015—16                                             | Василий Тележкин    | Марина Веренич           |                     |                     |                                                                         | ЧРСП 2016 (17 место)                     |

(скипы выделены полужирным шрифтом)